# Crux Easton
Crux Easton är en by i civil parish Ashmansworth, i distriktet Basingstoke and Deane, i grevskapet Hampshire i England. Byn är belägen 13 km från Andover. Crux Easton var en civil parish fram till 1932 när blev den en del av Ashmansworth. Civil parish hade 63 invånare år 1931. Byn nämndes i Domedagsboken (Domesday Book) år 1086, och kallades då Estune.